# Олимп (цирк, Самара)

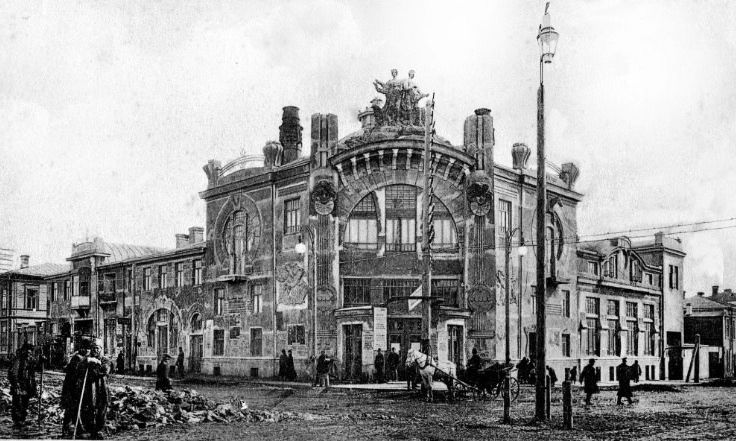
«Олимп» в начале XX века

«Олимп» — цирк и театр в Самаре, существовавший в XX веке. Здание в стиле модерн было построено архитектором Платоном Шаманским в 1907 году. Заказчики и владельцы театра — купцы-промышленники Павел и Семён Калинины. Здание «Олимпа» находилось на пересечении улиц Саратовской (сегодня Фрунзе) и Москательной (сегодня Льва Толстого).
В театре было 1100 зрительских мест. В «Олимпе» был свой постоянный концертный оркестр, работал буфет, проводились концерты, театральные и цирковые представления. В «Олимпе» выступали Фёдор Шаляпин, Владимир Маяковский, Александр Блок, Леонид Собинов, Иван Козловский.

Вид изнутри

8 ноября 1917 года тут Валериан Куйбышев провозгласил советскую власть, сам «Олимп» переименовали в театр им. К. Маркса. В 30-х гг в здании размещались театр оперетты и театр оперы и балета. В 1940 году в здании цирка «Олимп» разместилась филармония.
В 1974 году здание было снесено. Сейчас на его месте находится Самарская государственная филармония, здание которой повторяет элементы «Олимпа».